# Anne M. Leggett
Pour les articles homonymes, voir Leggett.
Anne Marie Leggett, née en 1947, est une mathématicienne américaine, spécialiste de logique mathématique. Elle est professeure agrégée émérite de mathématiques à l'université Loyola de Chicago. 
Leggett est la rédactrice en chef du bulletin d'information de l'Association for Women in Mathematics. Avec Bettye Anne Case, elle est éditrice du livre Complexities: Women in Mathematics (Princeton University Press, 2005).  

## Éducation et carrière
Leggett a fait ses études de premier cycle à l'université d'État de l'Ohio et a terminé son doctorat en 1973 à l'université Yale. Sa thèse, Maximal {\displaystyle \alpha } -re sets and their complements, a été supervisée par Manuel Lerman.  
Elle est devenue instructeur Moore au Massachusetts Institute of Technology en 1973  et était également membre des facultés de l'université Western Illinois (en) et de l'université du Texas à Austin. En 1982, elle a épousé un autre mathématicien, Gerard McDonald (1946–2012), et en 1983, ils ont tous deux rejoint la faculté de Loyola Chicago.  

## Prix et distinctions
Leggett a été choisie pour faire partie de la classe de fellows 2019 de l'Association for Women in Mathematics, « pour ses contributions extraordinaires à la promotion des opportunités pour les femmes dans les sciences mathématiques par le biais de l'AWM et en tant qu'enseignante et universitaire; pour son travail incroyable et régulier en tant que rédactrice de l'AWM Newsletter depuis 1977 et pour son leadership et ses conseils inestimables. ». 